# 维多利亚-德拉斯图纳斯
维多利亚-德拉斯图纳斯，现名拉斯图纳斯（西班牙语：Las Tunas），位于古巴东部，是拉斯图纳斯省的省会，人口约19万（2004年）。

## 历史
这座城市于1796年在圣赫罗尼莫教区（Parish of San Jerónimo）周围建立。1853年，根据皇家法令，它获得了“城市”的称号。1976年，在东方省镇压并分裂之后，拉斯图纳斯成为新的同名省份的首府。